# 王延 (北朝)
王延（?—?），字子元，扶风始平（今陕西兴平）人。北周道士。

## 生平
西魏大统三年（537年）入道，師從陳寶熾，又與真人李顺兴友好。又師從茅山道士焦曠，得其传授三洞秘诀真经。北周武帝宇文邕下诏废佛、道，建立通道观，王延為通道观道士。宇文邕曾命王延校訂三洞经图、符录等凡八千余卷，最後王延撰成《三洞珠囊》7卷。隋文帝時，置有玄都观，以王延为观主。